# Çandarlı İbrahim Pascià
Çandarlı İbrahim Pascià, a volte chiamato "il vecchio", per distinguerlo dal nipote omonimo (... – Edirne, 25 agosto 1429) è stato un politico ottomano.
Fu il terzo membro della prominente famiglia Çandarlı a diventare gran visir, dopo suo padre Çandarlı Halil Pascià il vecchio e suo fratello Çandarlı Ali Pascià. Suo figlio, Çandarlı Halil Pascià "il giovane" e il suo omonimo nipote, Çandarlı Ibrahim Pascià "il giovane", divennero anch'essi gran visir.
Quando Beyazıd Pascià fu assassinato nel 1421 dal pretendente al trono Düzmece Mustafa, contro il nuovo sultano Murat II, nominò Ibrahim gran visir e rimase in carica fino alla sua morte per peste il 25 agosto 1429.
Fu sposato con Isfahan Shah Khatun, una discendente diretta dello sceicco Edebali. Fu la madre di tutti i suoi figli, tranne il maggiore, Halil Pascià. Isfahan Shah Khatun fece costruire una Madrasa a Gerusalemme, Al-'Uthmaniyya, e stabilì che le entrate di 10 villaggi in Anatolia dovessero andare alla sua dotazione. Fu sepolta in questa Madrasa dopo la sua morte nel 1436-1437 d.C.